# Dmitrij Popow (zapaśnik)
Dmitrij Popow (ros. Дмитрий Попов) – kazachski zapaśnik walczący w stylu wolnym. Wojskowy wicemistrz świata w 2014. Piąty na mistrzostwach Azji w 2013. Siódmy w Pucharze Świata w 2013. Trzeci na mistrzostwach Azji kadetów w 2009 roku.